# ボディカメラ (映画)
『ボディカメラ』（原題:Body Cam）は2020年に配信されたアメリカ合衆国のホラー映画である。監督はマリク・ヴィタル、主演はメアリー・J・ブライジが務めた。本作は日本国内でも劇場公開されなかったが、Amazonプライム・ビデオによる配信が行われている。

## 概略
警察官のレネ・ロミート＝スミスは同僚が殺害された事件の捜査に当たることになった。犯行の瞬間を収めた映像を確認したところ、レネは謎の影が映っているのを発見した。レネはその人物こそが犯人であると確信したが、捜査を進めていくうちに、とんでもない真実に辿り着いた。警察組織の闇とそれが生んだ超常現象こそが事件を引き起こしたのである。

## キャスト
- メアリー・J・ブライジ - レネ・ロミート＝スミス
- ナット・ウルフ - ダニー・ホリッジ
- デヴィッド・ザヤス - ケスパー
- デヴィッド・ウォーショフスキー - ダリオ・ペンダ
- デミトリアス・グロッセ - ゲイリー
- アニカ・ノニ・ローズ - タネーシャ・ブランズ
- ランス・E・ニコルズ - トーマス・ジャクソン神父
- ララ・グライス - スーザン・ヘイズ
- イアン・キャッセルベリー - ケヴィン・ギャニング
- フィリップ・フォルナー - ゲイブ・ロバーツ
- ナイマ・ラモス＝チャップマン - マリア・バーク
- メイソン・マッキー - デマルコ
- ジブレイル・ナンタンブ - クリストファー
- シルヴィア・グレイス・クリム - ピアース
- ジェフ・ポープ - ジェイコブ
- ローリー・オドム - ヨランダ

## 製作・マーケティング
2017年3月、オーサムネスTVの元CEO、ブライアン・ロビンスが本作の映画化権を購入した。2018年3月、マリク・ヴィタルが本作の監督を務めることになったと報じられた。6月、メアリー・J・ブライジの出演が決まった。7月、ナット・ウルフの起用が発表された。9月4日、テオ・ロッシが本作に出演するとの報道があったが、結局、ロッシは出演しなかった。同月、アニカ・ノニ・ローズとデヴィッド・ザヤスがキャスト入りした。2020年5月20日、本作のオフィシャル・トレイラーが公開された。

### 撮影・音楽
2018年8月、本作の主要撮影がルイジアナ州ニューオーリンズで行われた。2019年4月30日、ジョセフ・ビシャラが本作で使用される楽曲を手掛けるとの報道があった。2020年5月22日、ブライジが歌う本作の劇中歌『Can't Be Life』がシングルとして発売された。7月19日、パラマウント・ミュージックが本作のサウンドトラックを発売した。

## 評価
本作に対する批評家の評価は平凡なものに留まっている。映画批評集積サイトのRotten Tomatoesには23件のレビューがあり、批評家支持率は39%、平均点は10点満点で4.93点となっている。サイト側による批評家の見解の要約は「野心的な作品だが、作り込みの甘い箇所が目に付く。『ボディカメラ』はスリラー映画でありつつ、社会で注目を集めているテーマに対する洞察を提示しようとした。しかし、その2つを両立させることはできなかった。」となっている。また、Metacriticには5件のレビューがあり、加重平均値は37/100となっている。